# 邁爾斯·希爾頓-巴伯
邁爾斯·希尔顿-巴伯，英國失明探險家，多次有環繞世界的遠征以提高國際上的認識和籌款協助失明問題。他在2007年3月7日至4月30日之間駕駛0.25噸的超輕航機從倫敦出發抵達。因為看不見，所以他是透過語音裝置駕駛飛機，系統會使用語音報出飛機和周圍環境的狀況和資訊。

## 外部連結
- （英文）官方網站 （页面存档备份，存于）